# London Grand Prix 2007
Il London Grand Prix 2007 (noto per motivi di sponsorizzazione come Norwich Union Super Grand Prix 2007) è un meeting di atletica leggera svoltosi il 3 agosto 2007 a Londra, Regno Unito, presso il quartiere di Crystal Palace. La manifestazione fa parte del circuito IAAF World Tour, di cui rappresenta il diciannovesimo appuntamento stagionale su ventiquattro.

## Risultati

### Uomini
| Evento: | Vincitore:                        | Vincitore: | 2° piazzato:                   | 2° piazzato: | 3° piazzato:                  | 3° piazzato: |
| --- | --------------------------------- | ---------- | ------------------------------ | ------------ | ----------------------------- | ------------ |
| 100m | Tyson Gay Stati Uniti             | 10.02      | Francis Obikwelu Portogallo    | 10.18        | Marlon Devonish Regno Unito   | 10.26        |
| 200 m | Usain Bolt Giamaica               | 20.06      | Wallace Spearmon Stati Uniti   | 20.11        | Joshua J. Johnson Stati Uniti | 20.48        |
| 400 m | Jeremy Wariner Stati Uniti        | 44.05      | LaShawn Merritt Stati Uniti    | 44.23        | Johan Wissman Svezia          | 45.03        |
| 1.500 m | Bernard Lagat Stati Uniti         | 3:35.71    | Nicholas Kemboi Kenya          | 3:36.13      | Andrew Baddeley Regno Unito   | 3:36.68      |
| 2 miglia | Craig Mottram Australia           | 8:11.16    | Mohammed Farah Regno Unito     | 8:20.47      | John Kibowen Kenya            | 8:21.34      |
| 110hs | Ryan Wilson Stati Uniti           | 13.27      | Aries Merritt Stati Uniti      | 13.35        | Ron Bramlett Stati Uniti      | 13.47        |
| Salto in alto | Stefan Holm Svezia                | 2.32m      | Tomas Janku Rep. Ceca          | 2.29m        | Jesse Williams Stati Uniti    | 2.26m        |
| Salto in lungo | Christopher Tomlinson Regno Unito | 8.16m      | Brian Johnson Stati Uniti      | 8.14m        | Nathan Morgan Regno Unito     | 7.95m        |
| Salto triplo | Aarik Wilson Stati Uniti          | 17.58m     | Leevan Sands Bahamas           | 17.55m       | Randy Lewis Grenada           | 17.43m       |
| Getto del peso | Reese Hoffa Stati Uniti           | 22.43m     | Christian Cantwell Stati Uniti | 21.66m       | Rutger Smith Paesi Bassi      | 21.19m       |
| Staffetta 4×100 | USA B Stati Uniti                 | 38.38      | USA Stati Uniti                | 38.65        | Polonia                       | 38.99        |
| AR record continentale \| NR record nazionale \| PB record personale \| SB record personale stagionale \| WL miglior prestazione dell'anno \| WR record mondiale |                                   |            |                                |              |                               |              |

### Donne
| Evento: | Vincitore:                  | Vincitore: | 2° piazzato:              | 2° piazzato: | 3° piazzato:                    | 3° piazzato: |
| --- | --------------------------- | ---------- | ------------------------- | ------------ | ------------------------------- | ------------ |
| 200m | Veronica Campbell Giamaica  | 22.55      | Torri Edwards Stati Uniti | 23.19        | Kim Gevaert Belgio              | 23.31        |
| 400 m | Sanya Richards Stati Uniti  | 49.79      | Allyson Felix Stati Uniti | 50.17        | Novlene Williams Giamaica       | 50.91        |
| 800 m | Lucia Klocovà Slovacchia    | 1:59.91    | Marilyn Okoro Regno Unito | 2:00.11      | Jemma Simpson Regno Unito       | 2:00.18      |
| 3.000 m | Lauren Fleshman Stati Uniti | 8:43.92    | Joanne Pavey Regno Unito  | 8:44.13      | Sarah Jamieson Australia        | 8:48.41      |
| Salto con l'asta | Yelena Isinbayeva Russia    | 4.82m      | Svetlana Feofanova Russia | 4.76m        | Jennifer Stuczynski Stati Uniti | 4.70m        |
| AR record continentale \| NR record nazionale \| PB record personale \| SB record personale stagionale \| WL miglior prestazione dell'anno \| WR record mondiale |                             |            |                           |              |                                 |              |